# Болотная улица (Москва)
Боло́тная у́лица (с 1960 по 1993 год — у́лица Татья́ны Мака́ровой) — улица в Центральном административном округе города Москвы. Проходит от Фалеевского переулка до Малого Москворецкого моста, проложенного через Водоотводный канал, лежит между Софийской набережной и Водоотводным каналом параллельно им. Нумерация домов ведётся от Малого Москворецкого моста.

## Происхождение названия
Название XVIII века, дано по Болотной площади, от которой берёт начало улица.

## История
Свой теперешний вид — набережной — улица приобрела в конце XVIII века после проведения Водоотводного канала, но сохранив прежний статус улицы.
Во время великопостного торга на Болотной площади рынок распространялся и на Болотную улицу. Торговля здесь велась в основном грибами.
В 1960 году была переименована в улицу Татьяны Макаровой, фронтовой лётчицы, Героя Советского Союза. В 1993 году улице было возвращено историческое название.

## Примечательные здания и сооружения
По чётной стороне:
- № 10 строение 1 —
- № 12 —
- № 14 —
- № 16 стр. 1 — Дом Матвеевых (в доме жила Герой Советского Союза лётчица Т. П. Макарова).
- № 18 — Здание, в котором находится управа муниципального района Якиманка.

По нечётной стороне не застроена, выходит на Водоотводный канал.

## Транспорт
- Автобусы м90, 538 от станции метро «Китай-Город»
- Автобус м90 от станций метро «Третьяковская» и «Новокузнецкая».

## Улица в произведениях литературы и искусства
Болотная улица изображена на гравюре „Грибной рынок на Канаве“ известного художника-гравёра И. Н. Павлова.